# Wellman-Kliffs
Die Wellman-Kliffs sind markante Kliffs im Australischen Antarktisterritorium. Sie ragen über eine Länge von 19 km an der Ostflanke des Boucot-Plateaus in der Geologists Range des Transantarktischen Gebirges auf.
Die Nordgruppe der New Zealand Geological Survey Antarctic Expedition (1961–1962) sichtete die Kliffs und nahm die Benennung vor. Namensgeber ist der neuseeländische Geologe Harold William Wellman (1909–1999), der eine einfache Methode zur Erstellung von Landkarten anhand von Luftaufnahmen entwickelte, die bei dieser Expedition verwendet wurde.